# Eunidia simplicior
Eunidia simplicior là một loài bọ cánh cứng trong họ Cerambycidae.